# Alb (Hochrhein)
Die Alb ist ein Fluss im Südschwarzwald. Er entsteht aus zwei Quellflüssen, der Menzenschwander Alb und der Bernauer Alb, fließt in südliche Richtung und mündet, gemessen von der Quelle seines linken Oberlaufs, nach fast 44 km bzw. ab dem Zusammenfluss der zwei Oberläufe nach 32 km bei Albbruck in den Hochrhein. Mit einer mittleren natürlichen Wasserführung von 8,6 m³/s ist die Alb der zweitgrößte rechte Nebenfluss des Hochrheins.
Die Alb wird zur Unterscheidung von der in den Oberrhein mündenden, im Nordschwarzwald entspringenden Alb auch Hauensteiner Alb genannt.

## Etymologie
Der Name Alb geht möglicherweise auf das indogermanische *albhos für weiß oder auch Fluss zurück. Das Flusstal bildete den Grenzverlauf des ehemaligen Albgau zum Breisgau.

## Geographie

### Verlauf

#### Quellflüsse
Das Quellgebiet der Menzenschwander Alb liegt am Südhang des Feldberg-Massivs im Landkreis Breisgau-Hochschwarzwald, das der Bernauer Alb am Südhang des Herzogenhorns.
Nachdem beide Bäche ihre namengebenden Orte, Menzenschwand und Bernau in südöstlicher Richtung durchflossen haben, vereinigen sie sich nach unter 14 bzw. über 11 Kilometern an der Glashofsäge zur Alb.
Beide Täler haben durch eiszeitliche Gletscher des ehemaligen  Feldberg-Gletschers verbreiterte Talsohlen, die wegen ihrer Höhenlage um 900 m von Grünlandwirtschaft geprägt sind. Das Bernauer Tal ist ein breites Becken, das durch kleine Talstufen, Moränenwälle, moorige Senken, kleine Bachschluchten und rundhöckerartige Felsköpfe gegliedert ist. Etwas oberhalb der frostgefährdeten Talsohle liegen verstreut die Weiler und Einzelhöfe des Ortes. Noch augenfälliger sind die glazialen Formen im engeren Tal der Menzenschwander Alb. Bekannt ist der steile Endmoränenwall der Menzenschwander Kluse. Unterhalb stürzt die Alb in Wasserfällen durch eine kleine Schlucht zur Verlandungsebene eines vom einstigen Krunkelbach-Talgletscher ausgeschürften Seebeckens. Beide Quellflüsse erreichen in Schluchten ihren Zusammenfluss in der Ebene eines weiteren einstigen Seebeckens, das sich über 4 km bis zur Kleinstadt St. Blasien hinzieht.

Bernauer Alb und Menzenschwander Alb
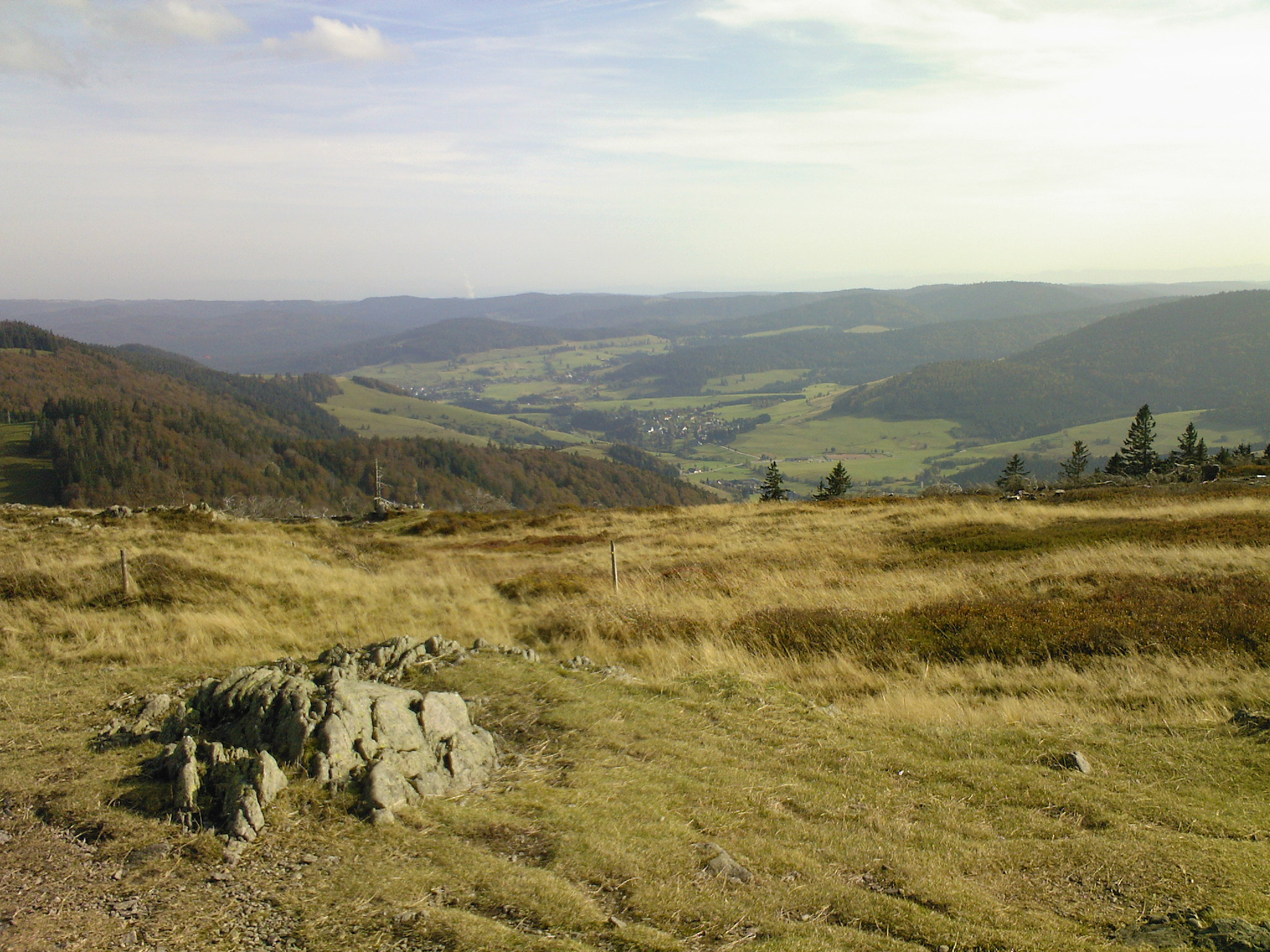
Das Hochtal der Bernauer Alb in Richtung der Südabdachung des Schwarzwalds
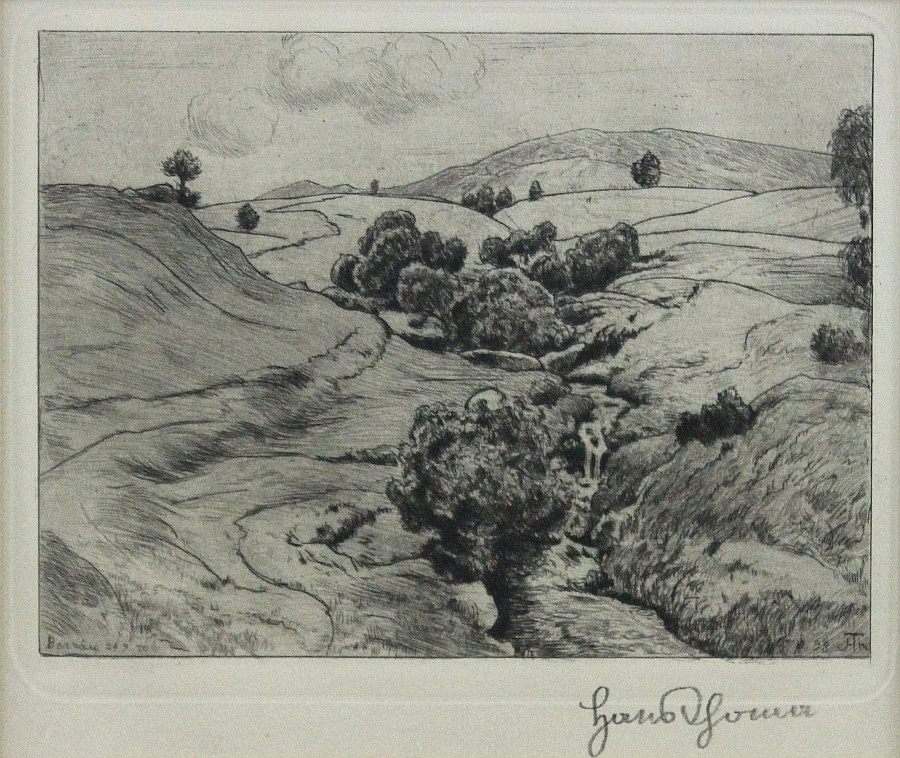
Typische Bachlandschaft der Bernauer Alb, Zeichnung von Hans Thoma, 1898
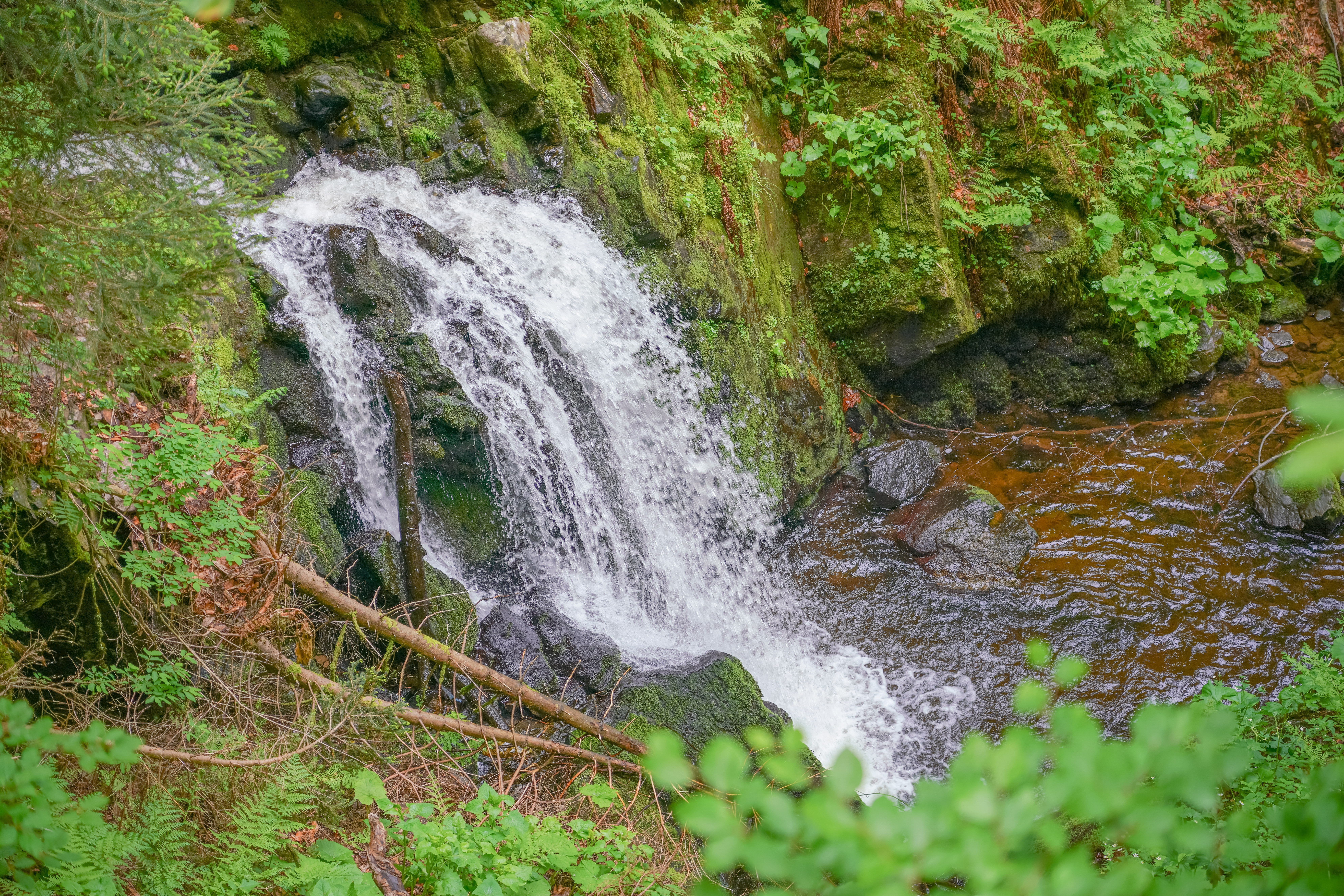
Wasserfälle im Maria Loch oberhalb der Menzenschwander Kluse
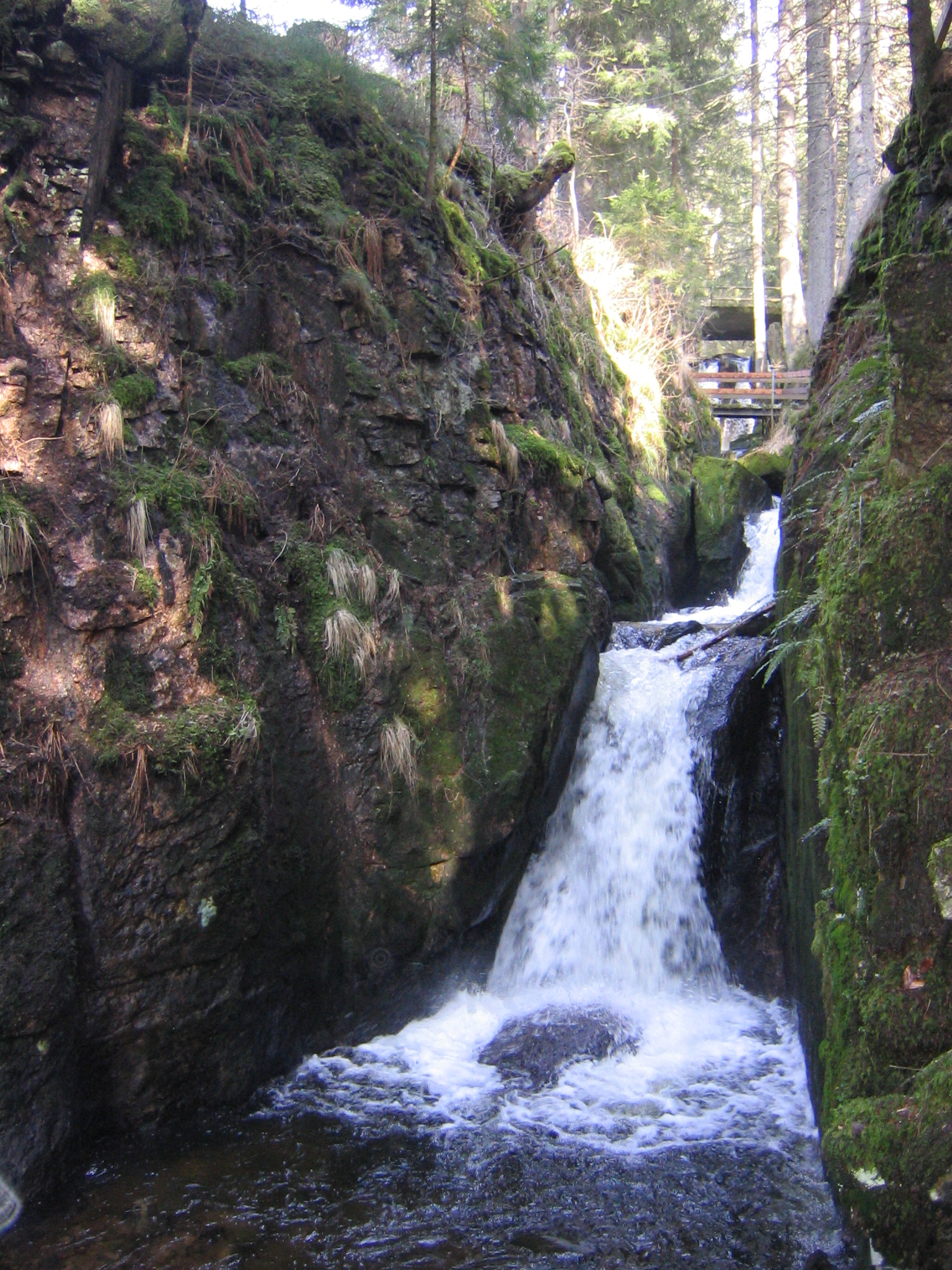
Wasserfälle in der Klamm der Menzenschwander Alb

#### Mittellauf
Der von der Ortslage St. Blasien eingenommene Talraum wird geprägt von der klassizistischen Kuppel des Doms St. Blasien. Bei dem aufgelassenen Kloster St. Blasien wurde ab 1813 die Alb zur Nutzung der Wasserkraft durch die Badische Gewehrfabrik und die Spinnerei St. Blasien in Kanäle verzweigt. Unterhalb des Ortskerns bildet die Alb den Wasserfall am Tusculum (Ortsname bezogen auf ein ehemaliges, nach dem römischen Tusculum benannten Klostergebäude). Dann ändert die Alb wie auch fast alle östlich benachbarten Schwarzwaldflüsse ihren Lauf, um etwa 60 Grad abknickend, in südliche Richtung, was mit dem infolge tektonischer Erdkrustenbewegungen seit dem Pliozän zunehmenden Gefälle zum Hochrhein hin in Zusammenhang steht. Das einstige weiter nach Südosten verlaufende Tal ist fast 200 Meter höher im Sattel von Häusern noch gut erkennbar, besonders weil in den letzten Eiszeiten ein Teil des hier um 300 Meter mächtigen Albtalgletschers durch diese Senke per Transfluenz zum Tal der Schwarza überlief.
Unterhalb des Talknicks wird der Fluss im Albbecken gestaut (im Mittel 18 Hektar, Länge der Staumauer: etwa 80 Meter) und der größte Teil seiner Wasserführung zum Stausee Schwarzabruck des Schluchseewerks abgeleitet. Von einem mittleren Abfluss von gut 4,2 m³/s verbleiben unterhalb der Staumauer noch 0,1 m³/s.
Die Alb durchfließt nun wiesengesäumt ein 200 bis 400 Meter breites Tal, in dem die Orte Schlageten und Immeneich liegen. Das Tal wird hier nicht mehr von schmalen, bewaldeten Bergrücken, sondern von den welligen, von Mooren und Felskuppen gegliederten Hochplateaus des Hotzenwaldes um die Gemeinden Dachsberg und Höchenschwand begleitet. Um Urberg und Bildstein wurde bis in die Neuzeit Bergbau betrieben. Bei der Niedermühle lag das Zungenende des Albgletschers, des mit 27 Kilometern längsten Schwarzwaldgletschers zur Würmkaltzeit. Hier verengt sich das Tal abrupt und lässt auf den verbleibenden 14 Kilometern bis Albbruck keinen Platz für Siedlungen.

Mittellauf der Alb
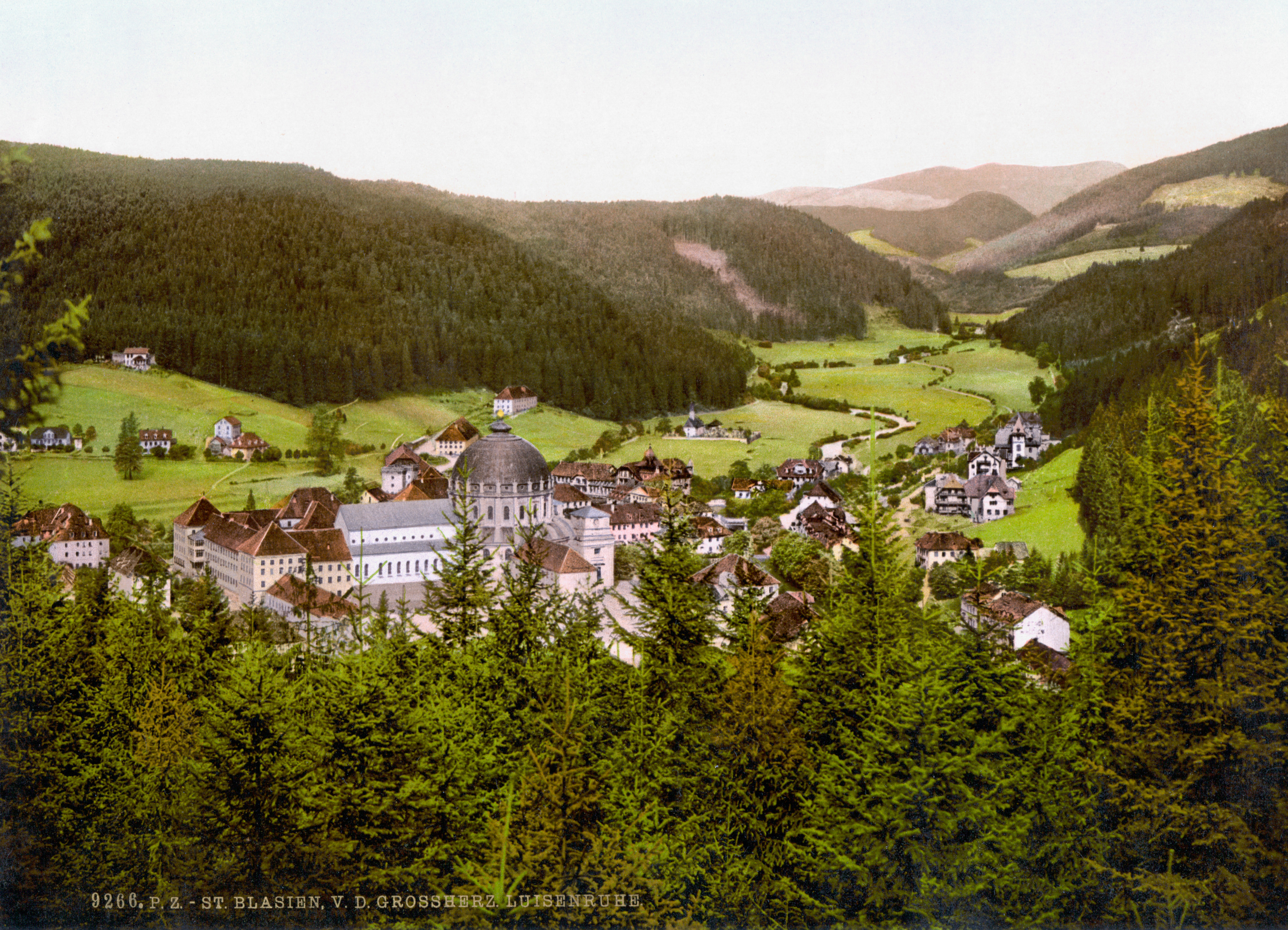
St. Blasien und das obere Albtal um 1900
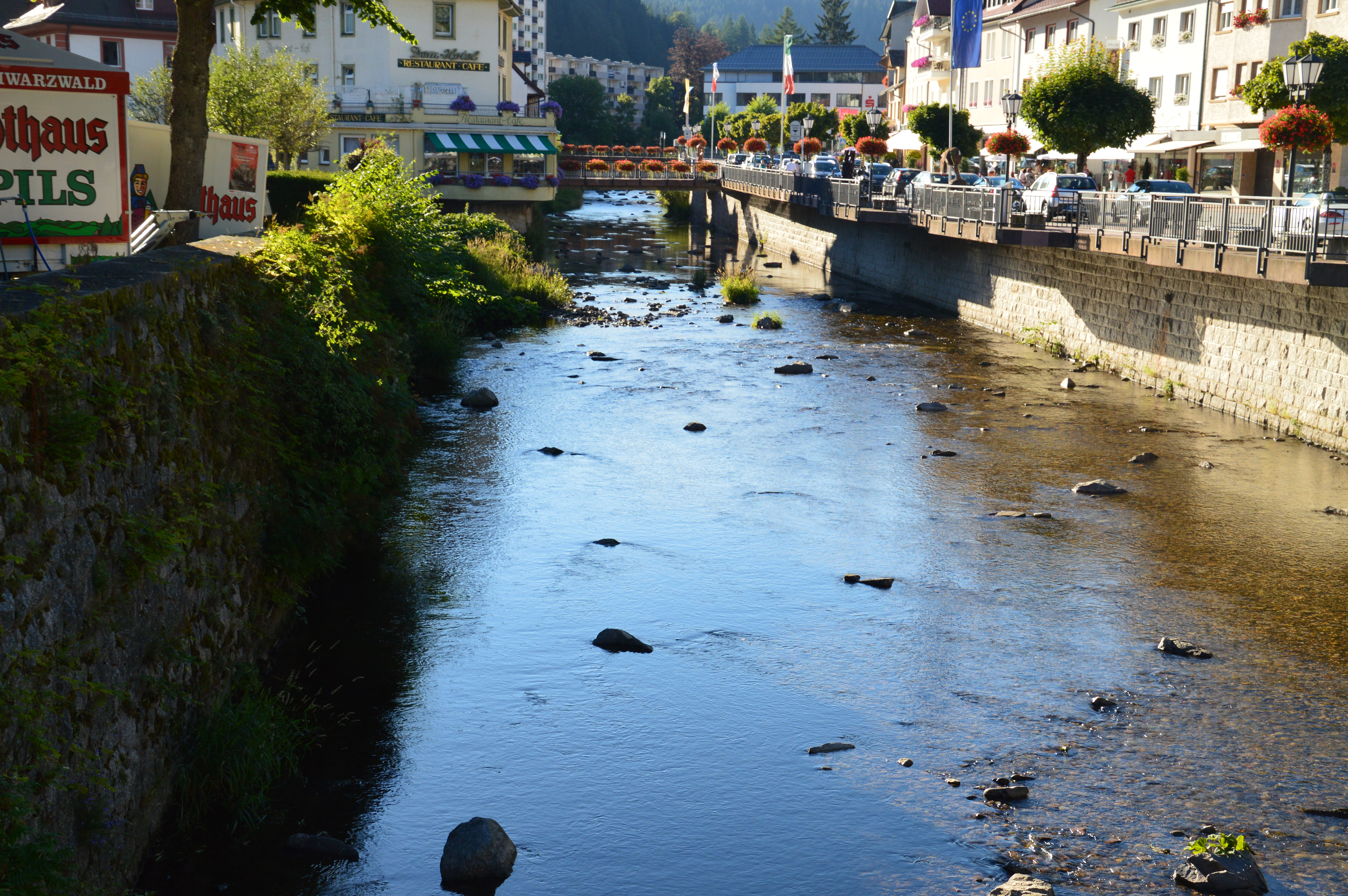
Die Alb in St. Blasien beim Dom St. Blasien
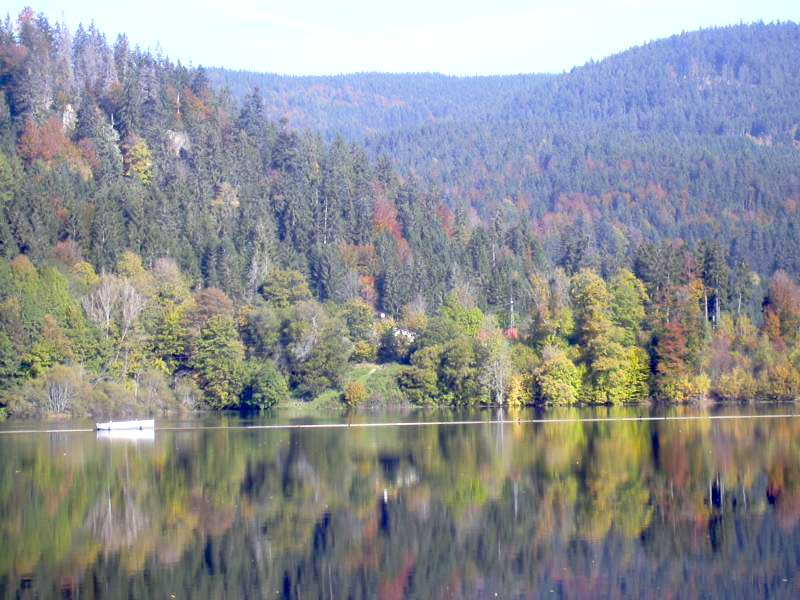
Der Albstausee unterhalb von St. Blasien
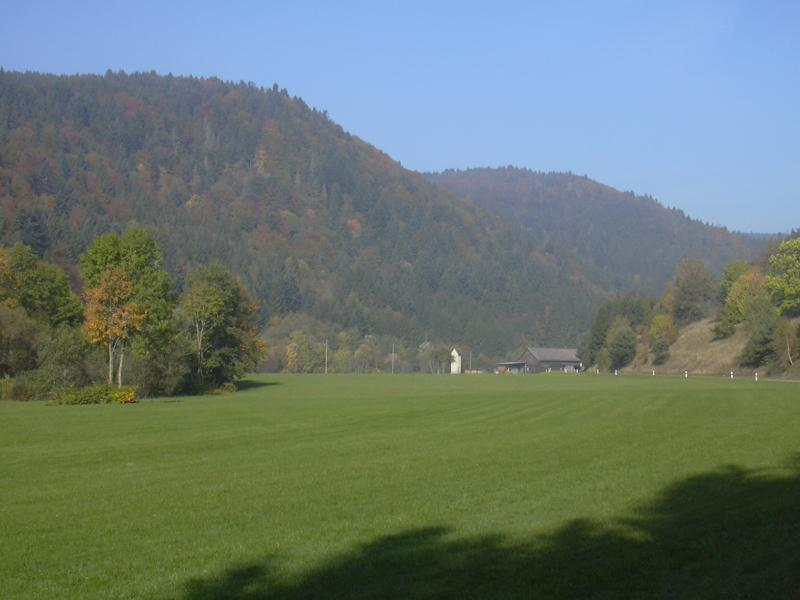
Das Albtal oberhalb der Schlucht bei Niedermühle

#### Albschlucht
Das Gefälle der Alb verstärkt sich in den Schluchten stark, und der Fluss zwängt sich durch mehrere klammartige Passagen und verblockte Abschnitte wie die bekannte Teufelsküche. Diese ist einer der größten Gletschertöpfe im Schwarzwald, entstanden durch den ehemaligen Albtalgletscher. Von rechts münden, ebenso in Schluchten fließend, der Ibach und der Höllbach in die Alb, Letzterer mit zwei Wasserfällen. Wegen der Enge der Schlucht verläuft die Straße bis zu 80 Meter höher am linken Ufer. Bei der Talweitung an der Sägemühle Tiefenstein münden von zwei Seiten Schildbach und Steinbach ein. Hier befinden sich auf halber Höhe zwei Burgruinen und Granit-Steinbrüche.
Wenig unterhalb beginnt der etwa 4 Kilometer lange engste und gefällereichste Abschnitt. Auch hier floss die Alb früher auf einem anderen Weg weiter, und zwar durch das heutige, bei Hauenstein in den Rhein mündende Mühlbachtal. Der alte Fließweg wurde durch Schmelzwasser- und Gletscherablagerungen während einer älteren Eiszeit blockiert, worauf die Alb einen neuen Weg zum Rhein fand und seitdem eine Schlucht in den Granitfels schneidet.
Dieser engste Schluchtabschnitt ist ohne Ausrüstung nicht passierbar, allerdings ist hier durch erneute Wasserableitungen die Wasserführung meist gering. Bei ausreichendem Wasserstand gilt die Alb hier unter Kanuten als wohl schwierigstes Wildwasser Deutschlands. In diesem Abschnitt verläuft die Straße bis zu 100 Meter oberhalb des Flusses und durchquert fünf kurze, durch die Felswände geschlagene Tunnel, weshalb die Straße früher auch Axenstraße des Schwarzwaldes genannt wurde. Seit Pfingsten 2015 ist die Albtalstraße L 154 zwischen Görwihl-Tiefenstein und Albbruck-Hohenfels wegen der Gefahr von Felsstürzen bis auf Weiteres gesperrt. Nach Protesten der betroffenen Gemeinden wurde Anfang 2018 bekannt, dass das Land für die Kosten der Felssicherung aufkommen wird. Ein erstes Gutachten sprach von rund drei Millionen Euro für die Hangsicherung entlang der rund vier Kilometer langen Strecke. Bis heute wehren sich die Anwohner gegen die Sperrung der Albtalstrecke. Ab der Häusergruppe Hohenfels (Gastronomie, Aussichtspunkt) fällt die Straße bis Albbruck allmählich wieder auf Flussniveau. Hier befindet sich, kurz vor der Mündung der Alb in den Hochrhein, das 1898 erbaute Wasserkraftwerk Hohenfels der ehemaligen Papierfabrik Albbruck. Aufgrund der Wasserableitungen durch Kraftwerksanlagen fließen heute am Mündungspunkt von natürlicherweise 8,6 Kubikmetern in der Sekunde nur noch 3,3 m³/s in den Hochrhein.

Obere und untere Albschlucht
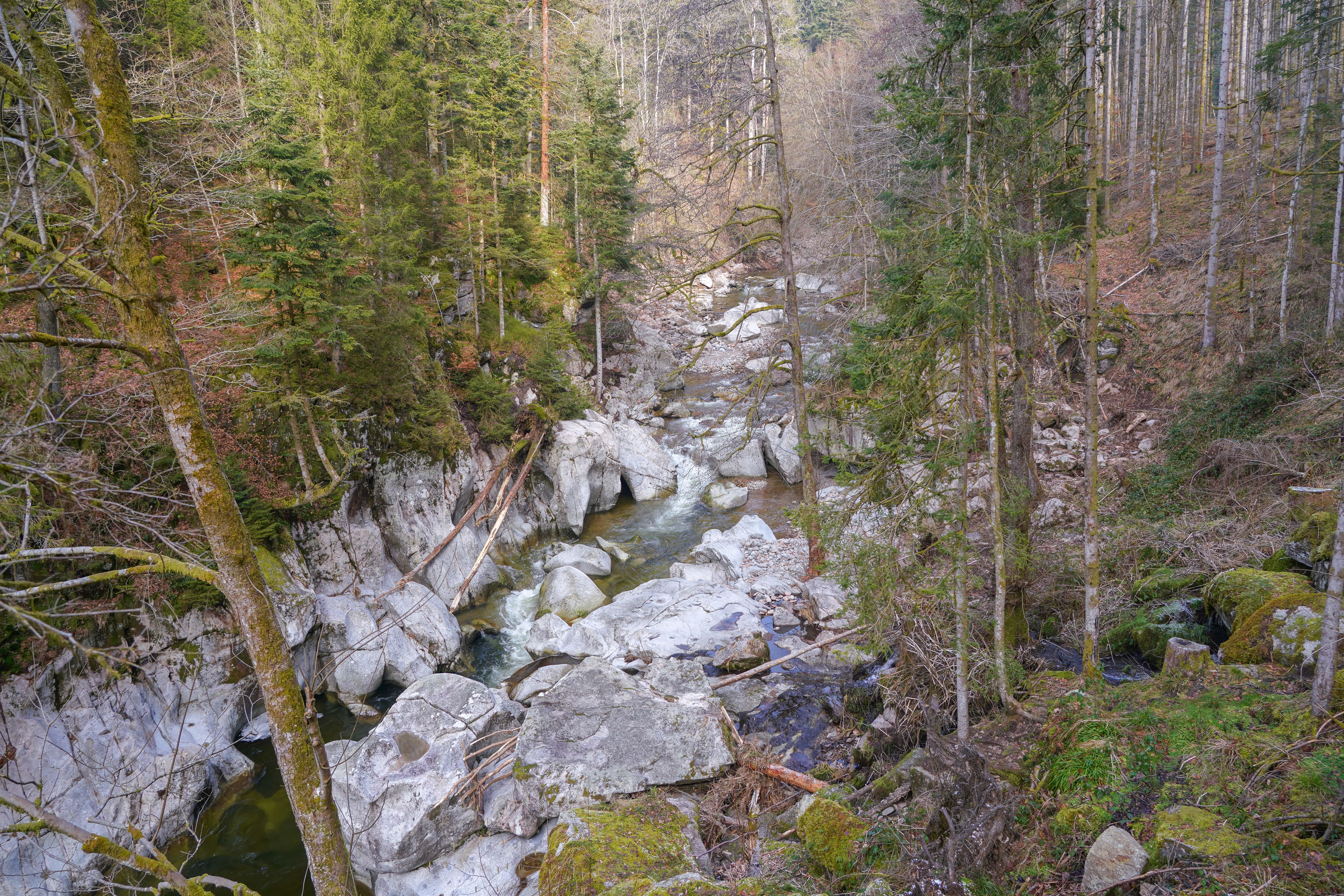
Teufelsküche in der oberen Schlucht
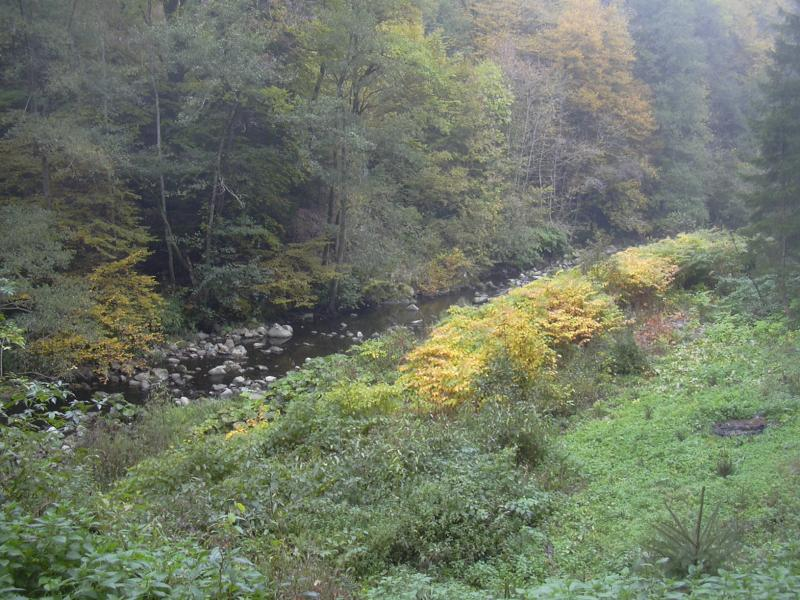
Weitung der Albschlucht bei Tiefenstein
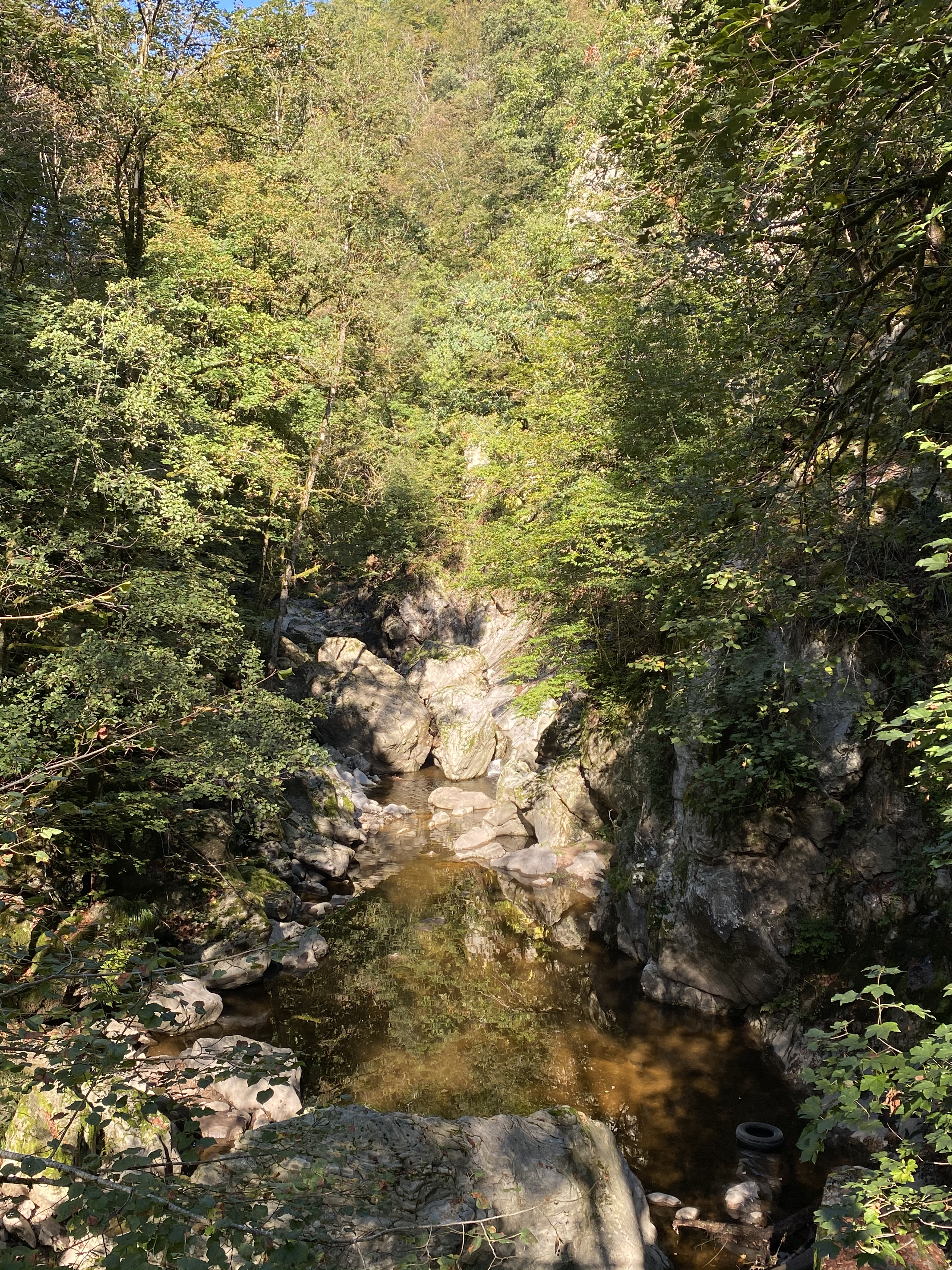
Untere Albschlucht am Studingersteg
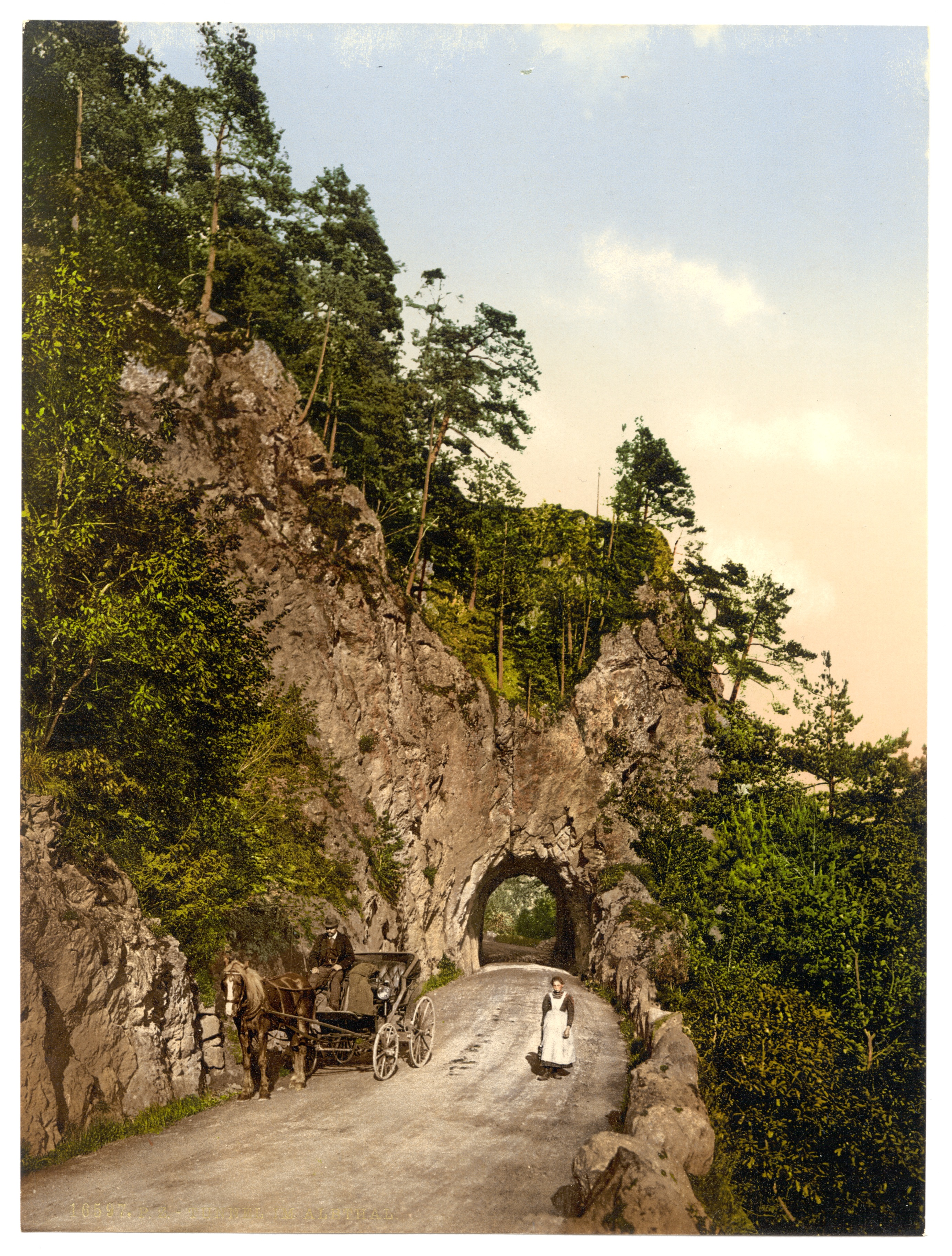
Einer der Tunnel in der oberen Schluchtwand, Foto, koloriert, vor 1900
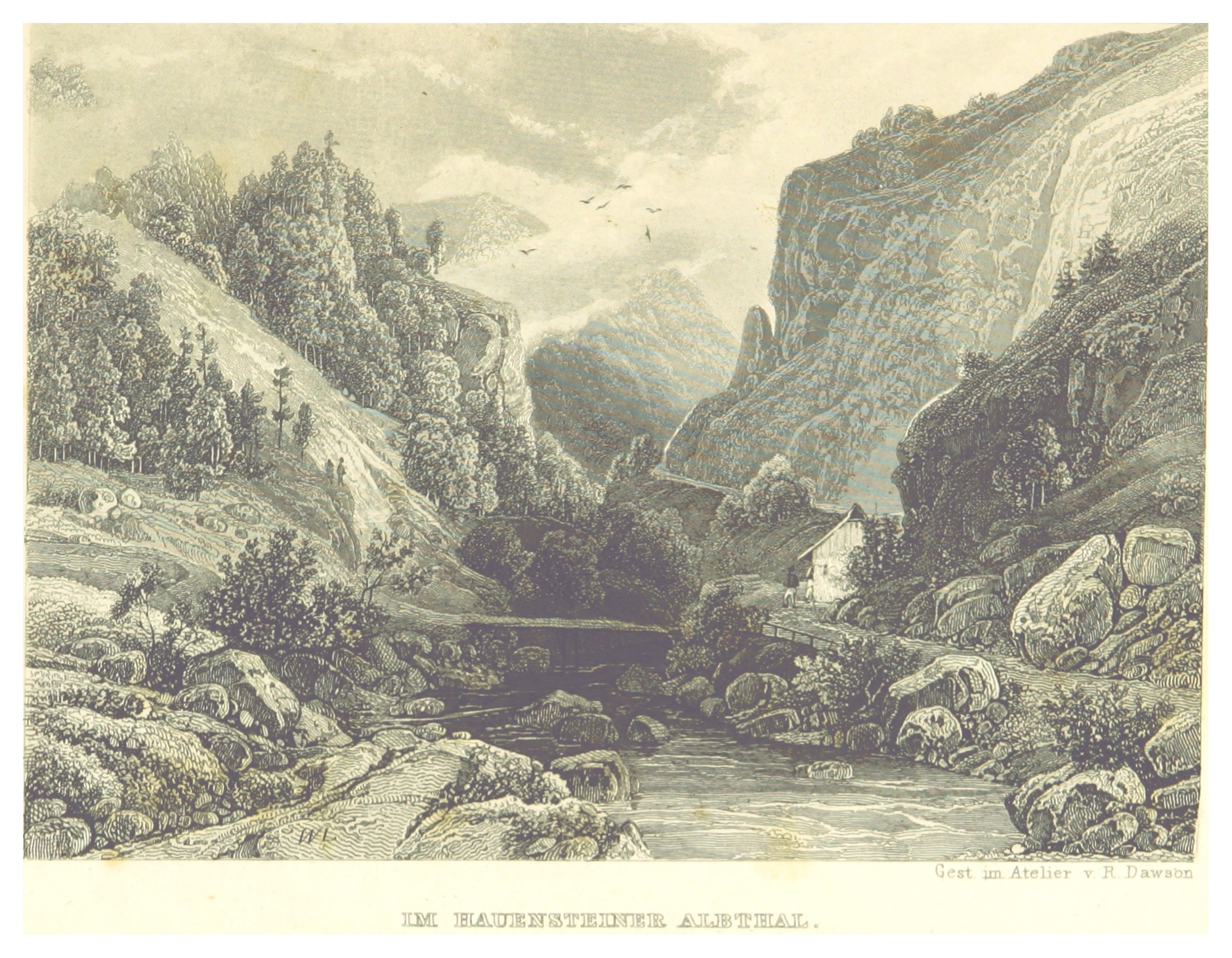
Albschlucht nahe Albbruck, Stich, 1841

### Einzugsgebiet
Die Alb hat ein 243 km² großes Einzugsgebiet, das naturräumlich gesehen fast vollständig zum Hochschwarzwald rechnet; erst etwa einen Kilometer vor ihrer Mündung wechselt sie im Mündungsort in den Nachbarnaturraum Hochrheintal.

### Zuflüsse und Seen
Liste der Zuflüsse und  Seen vom Ursprung zur Mündung. Gewässerlänge, Seefläche, Einzugsgebiet und Höhe nach den entsprechenden Layern auf der Onlinekarte der LUBW. Andere Quellen für die Angaben sind vermerkt.
Zusammenfluss der Alb auf etwa 786 m ü. NHN etwa 3,3 km nordwestlich der Ortsmitte von St. Blasien am Anfang des  Galgenmatts. Die Alb fließt zunächst südöstlich.
- Menzenschwander Alb, linker Oberlauf aus dem Nordwesten, 13,7 km und 31,8 km².[LUBW 6] Entsteht auf etwa 1435 m ü. NHN am Osthang des Seebucks (1449,3 m ü. NHN), der nahe dem Feldberg steht.
- Bernauer Alb, rechter Oberlauf aus des Westnordwesten, 11,3 km und 37,0 km².[LUBW 6] Entsteht auf etwa 1335 m ü. NHN am Südwestabfall des Herzogenhorns (1415,6 m ü. NHN).
- Pulverbächle, von rechts und Südsüdwesten auf etwa 780 m ü. NHN an der Galgenmatt, 2,4 km und ca. 2,0 km². Entsteht auf etwa 1010 m ü. NHN am Nordhang des Ahornkopfs (1055,6 m ü. NHN).
- Neuhäuserbächle, von links und Nordosten auf etwa 776 m ü. NHN in der Galgenmatt, 3,5 km und ca. 3,6 km². Entsteht auf etwa 1135 m ü. NHN zwischen Habsberg (1,275 m ü. NHN) und Unterhabsberg unterm Krummenkreuz bei Schluchsser Weiler Muchenland.
- Wildgehegebächle, von links und Nordnordosten auf etwa 770 m ü. NHN am Beginn der Talsportplätze vor St. Blasien, 1,2 km und ca. 0,8 km². Entsteht auf etwa 1045 m ü. NHN am Sattel zwischen Breitenstein und Bötzberg (1215,8 m ü. NHN).
- Steinbächle oder Steinenbächle, von rechts und Westen auf etwa 760 m ü. NHN am Kloster in St. Blasien, 7,9 km und 12,9 km².[LUBW 7] Entsteht auf wenigstens etwa 1040 m ü. NHN östlich des Rüttewaldkopfs.
- Windbergbächle, von links und Norden auf etwa 753 m ü. NHN im östlichen St. Blasien, 3,1 km und 3,7 km².[LUBW 7] Entspringt auf etwa 1090 m ü. NHN am Sattel Wittemle östlich des Bötzbergs.
- Schönenbach, von links und Norden auf etwa 745 m ü. NHN gegen das Ortsende von St. Blasien zu, 1,5 km und 0,9 km².[LUBW 7] Entspringt auf etwa 1005 m ü. NHN zwischen Kuhberg und Glaserkopf.
Nach diesem Zufluss schwenkt die Alb bis zum Beginn des folgenden schnell nach rechts auf Südsüdwestlauf.
- Durchfließt auf 736,5 m ü. NHN das auch Albsee genannte Albbecken, etwa 19,3 ha.
- Lehnernbächle, von links und Nordosten im Albbecken beim Wohnplatz Im Hüttlebuck von St. Blasien, 0,7 km und ca. 1,0 km². Entsteht auf etwa 842 m ü. NHN westlich der Kuppe Goldebühls von Häusern.
- Moosbach, von links und insgesamt Nordnordosten im Albbecken nach Im Hüttlebuck an der Seeweitung, 3,3 km und 2,4 km².[LUBW 7] Entsteht auf etwa 1045 m ü. NHN nordnordwestlich von Häusern zwischen Glaserkopf und Gießbacher Kopf.
- Steigwaldbach, von links und Südosten im Albsee, 1,1 km und ca. 0,8 km².. Entsteht auf etwa 940 m ü. NHN im Steigwald nordwestlich von Höchenschwand.
- Glockenbächle, von rechts und insgesamt etwa Westsüdwesten im Albsee, 2,3 km und 1,9 km².[LUBW 7] Entsteht auf etwa 989 m ü. NHN im Schwandwald ostnordöstlich von Dachsberg (Südschwarzwald)-Rüttewies.
- Wolfsbrunnenbächle, von links und Osten auf etwa 700 m ü. NHN gegenüber dem Campingplatz vor Dachsberg-Oberkutterau, 0,5 km und über 0,1 km². Entsteht auf etwa 940 m ü. NHN.
- Schwemmwiesbächle, von links und Osten auf etwa 693 m ü. NHN gegenüber Oberkutterau, 0,6 km und über 0,2 km². Entsteht auf etwa 940 m ü. NHN westlich von Höchenschwand.
- Ruhbächle, von links und Nordosten auf etwa 687 m ü. NHN etwas vor St. Blasien-Unterkutterau, 0,8 km und ca. 1,2 km². Entsteht auf etwa 905 m ü. NHN westsüdwestlich von Höchenschwand.
- Moosbach, von rechts und insgesamt Nordwesten auf etwa 683 m ü. NHN in St. Blasien-Unterkutterau, 1,8 km und 0,9 km².[LUBW 7] Entsteht auf etwa 960 m ü. NHN am Südrand von Dachsberg-Inner-Urberg.
- Langwiesbach, von links und Südosten auf etwa 655 m ü. NHN in St. Blasien-Niedingen wenige Meter vor dem nächsten, 1,3 km und ca. 0,9 km². Entsteht auf etwa 873 m ü. NHN westnordwestlich von Höchenschwand-Oberweschnegg.
- Höllenbächle, von rechts und Nordwesten auf etwa 655 m ü. NHN in St. Blasien-Niedingen, 4,3 km auf dem Gesamtstrang Schmidebach → Mühlebächle → Höllenbächle und 6,6 km².[LUBW 7] Der Schmidebach entsteht auf etwa 979 m ü. NHN südwestlich von Dachsberg-Ruchenschwand.
- Lehenwiesbächle, von links und Nordosten auf über 640 m ü. NHN gegenüber St. Blasien-Schlageten. Zweifelhaft, könnte wenn existent ein linker Abzweig des Langwiesbachs sein.
- Stampfbächle, von rechts und Westnordwesten auf 639,4 m ü. NHN in St. Blasien-Schlageten, 4,0 km und 3,1 km².[LUBW 7] Entsteht auf etwa 977 m ü. NHN östlich am Sattel zwischen Bühl und Rütte An den vier Wegen nordwestlich von Dachsberg-Ennersbach.
- Hirtenwiesbach, von links und Osten auf etwa 639 m ü. NHN wenige Meter nach dem vorigen, 0,9 km und ca. 0,8 km². Entsteht auf etwa 810 m ü. NHN nordwestlich von Höchenschwand-Tiefenhäusern.
- Rotenmättlebach, von rechts und Nordwesten auf etwa 630 m ü. NHN gegenüber dem nördlichen St. Blasien-Immeneich, 1,3 km und ca. 1,1 km². Entsteht auf etwa 845 m ü. NHN nordöstlich von Dachsberg-Wolpadingen im Tannholz.
- Möslebach, von links und Nordosten auf unter 617,3 m ü. NHN nach Immeneich, 1,6 km und ca. 1,6 km². Entsteht auf etwa 825 m ü. NHN südwestlich von Tiefenhäusern.
- (Bach von der Happinger Halde), von rechts und Nordnordosten auf etwa 615 m ü. NHN gegenüber einer Häusergruppe zwischen Immeneich und St. Blasien-Niedermühle, 1,0 km und ca. 0,9 km². Entsteht auf etwa 760 m ü. NHN im Gewann Im Kochbrunnen südöstlich von Wolpadingen.
- Sägebächle, von links und Nordosten auf etwa 606 m ü. NHN kurz vor Niedermühle, ca. 1,6 km[LUBW 8] und ca. 1,9 km². Entsteht auf etwa 763 m ü. NHN südwestlich von Bonndorf im Schwarzwald-Brunnadern am Waldrand.
- (Mühlkanal), von rechts und Norden auf etwa 603 m ü. NHN bei Sankt Blasien-Niedermühle, 1,0 km und ca- 0,8 km². Geht zuvor auf etwa 612 m ü. NHN nach rechts an und nimmt zuletzt einen Schluchtbach von Dachsberg-Happingen herab auf. Zuvor zu großen Teilen verdolt oder verfüllt.
- Gündlisbach, von rechts und Nordwesten auf etwa 590 m ü. NHN nordöstlich-unterhalb von Dachsberg-Wilfingen, 1,2 km und ca. 0,8 km². Entsteht auf etwa 748 m ü. NHN nordöstlich des Wilfinger Sportplatzes.
- (Bach aus dem Bantlisloch), von links und Osten auf unter 590 m ü. NHN östlich von Wilfingen, 0,8 km und ca. 0,5 km². Entsteht auf etwa 715 m ü. NHN.
- Ibach, von rechts und Nordnordwesten auf etwa 545 m ü. NHN südlich von Wilfingen, 14,8 km und 41,4 km².[LUBW 9] Entsteht auf etwa 1075 m ü. NHN im Naturschutzgebiet Kohlhütte-Lampenschweine westnordwestlich von Ibach.
- Altbächle, von rechts und Nordwesten auf etwas über 520 m ü. NHN, 1,8 km in offenem Lauf und ca. 2,2 km². Entsteht auf etwa 645 m ü. NHN nordöstlich von Görwihl-Burg. Nimmt mündungsnah das fast ebenso lange Haustenbächle auf.
- Höllbach, von rechts und Nordwesten auf etwa 504 m ü. NHN östlich von Görwihl, 9,1 km und 13,4 km².[LUBW 7] Entsteht auf etwa 955 m ü. NHN in der Lichtung Zenonmättle nördlich von Görwihl-Engelschwand.
- Steimelbach, von rechts und Nordwesten auf über 490 m ü. NHN südöstlich vor Görwihl, 1,3 km[LUBW 10] und ca. 0,6 km². Entsteht auf etwa 710 m ü. NHN am Südrand von Görwihl am Zufluss der langen Vorderen Wühre in einen kurzen Oberlauf aus dem Dorf. Die künstliche Vordere Wühre ist ein Abzweig des zum Höllbach laufenden Eschenbachs, der selbst etwas zuvor von der künstlichen Hinteren Wühre aus dem Höllbach gespeist wird, und sie entwässert auch über einen Abzweig teilweise wieder in den Höllbach; das Einzugsgebiet ist also nicht sicher abzugrenzen. Siehe auch Wuhr.
- Steinbach, von links und Nordosten auf 442,8 m ü. NHN an der Säge vor Görwihl-Tiefenstein, 9,0 km und 19,5 km². Entsteht auf etwa 727 m ü. NHN bei Weilheim-Remetschwiel.
- Lochmühlebach, von rechts und Nordwesten auf etwa 435 m ü. NHN bei Tiefenstein, 7,2 km auf dem Gewässerstrang Stellenbach/Stellebächle → Langmattbächle → Schildbach → Lochmühlebach und 14,5 km².[LUBW 9] Entsteht als Stellenbach/Stellebächle auf etwa 834 m ü. NHN östlich von Herrischried-Hogschür.

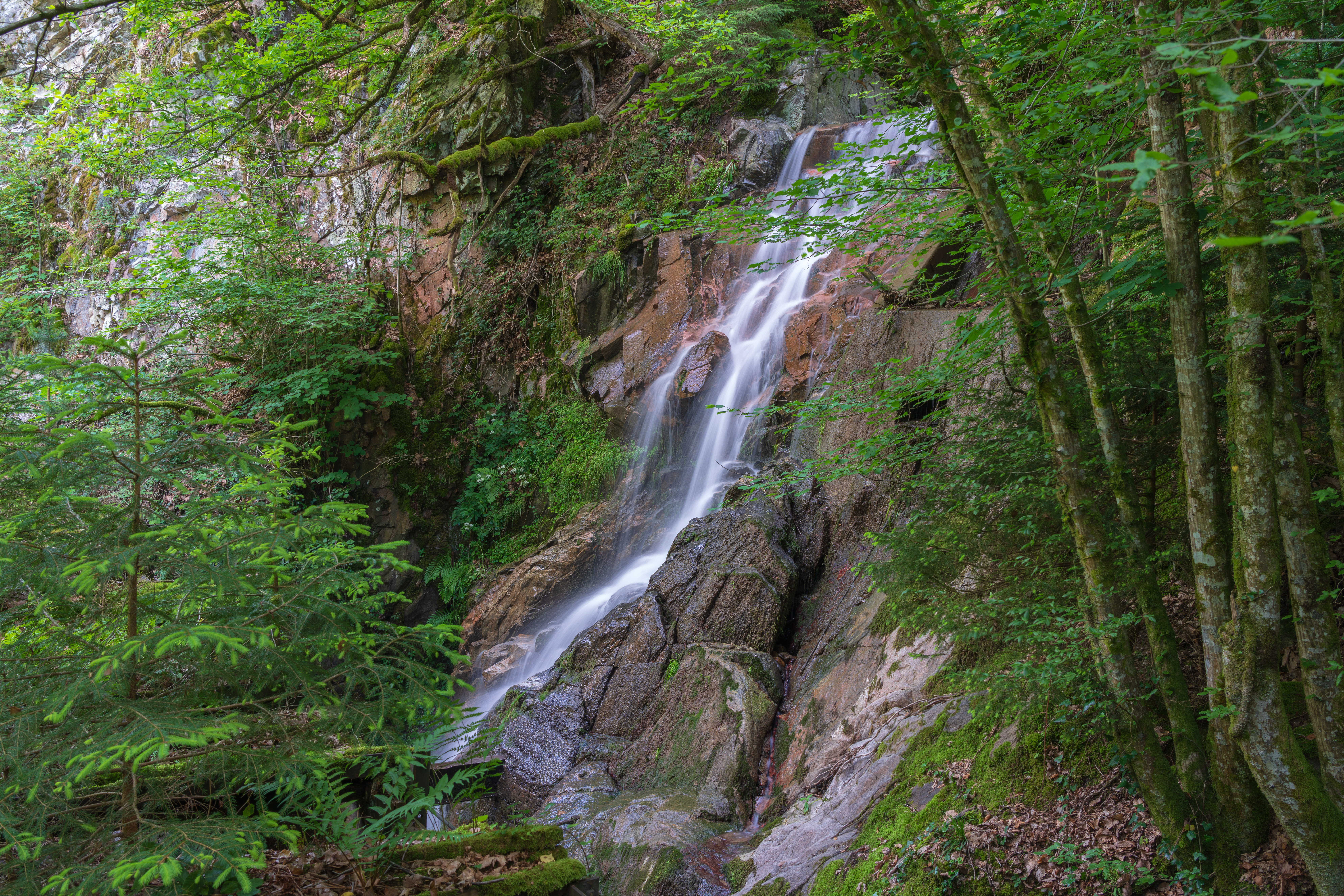
Rickenbach-Wasserfälle

- Rumplisbach, von rechts und insgesamt Westnordwesten auf unter 420 m ü. NHN, 1,8 km und ca. 1,1 km². Entsteht auf etwa 465 m ü. NHN am Südostrand von Görwihl-Niederwihl.
- Fluhmattbach, am Unterlauf auch Rickenbach, von links und Nordwesten auf 339,9 m ü. NHN nordwestlich von Albbruck, 3,4 km und ca. 3,5 km². Entsteht auf etwa 540 m ü. NHN am Südrand von Albbruck-Etzwihl und stürzt die Rickenbach-Wasserfälle herab in die Alb.

Mündung der Alb von rechts und zuletzt Nordwesten auf ca. 308 m ü. NHN bei Albbruck gleich nach dem Rücklauf des Kraftwerkkanals in den Hochrhein. Die Alb ist ab dem Zusammenfluss ihrer zwei Oberläufe 32,4 km, ab der Quelle  ihres linken Oberlaufs Menzenschwander Alb 43,6 km lang und hat ein 243,0 km² großes Einzugsgebiet.

## Tourismus
Im Sommer 2017 wurde der 83,3 km lange Premium-Fernwanderweg Albsteig Schwarzwald entlang beider Quellflüsse bis zur Mündung eröffnet.

### LUBW
Amtliche Online-Gewässerkarte mit passendem Ausschnitt und den hier benutzten Layern: Lauf und Einzugsgebiet der Alb

Allgemeiner Einstieg ohne Voreinstellungen und Layer: Daten- und Kartendienst der Landesanstalt für Umwelt Baden-Württemberg (LUBW) (Hinweise)
1. 1 2 3 4 5  Höhe nach dem Höhenlinienbild auf dem Hintergrundlayer Topographische Karte.
2. 1 2 3  Länge nach dem Layer Gewässernetz (AWGN).
3. 1 2  Einzugsgebiet nach dem Layer Aggregierte Gebiete 04.
4. ↑  Seefläche nach dem Layer Stehende Gewässer.
5. ↑  Einzugsgebiet abgemessen auf dem Hintergrundlayer Topographische Karte.
6. 1 2  Einzugsgebiet nach dem Layer Aggregierte Gebiete 05.
7. 1 2 3 4 5 6 7 8 9  Einzugsgebiet nach dem Layer Basiseinzugsgebiet (AWGN).
8. ↑  Länge nach dem Layer Gewässernetz (AWGN), ergänzt um ein auf der Gewässerkarte nicht berücksichtigtes Anfangsstück, das auf dem Hintergrundlayer Topographische Karte abgemessen wurde.
9. 1 2  Einzugsgebiet aufsummiert aus den Teileinzugsgebieten nach dem Layer Basiseinzugsgebiet (AWGN).
10. ↑  Länge nach dem Layer Gewässername.

### Andere Belege
1. ↑  Hochwasservorhersagezentrale, Landesanstalt für Umwelt Baden-Württemberg
2. 1 2 3  Geoportal Baden-Württemberg: LUBW-Dienst Fließgewässer – Abfluss-Kennwerte (Memento vom 28. Dezember 2017 im Internet Archive)
3. ↑  Josef Haas: Wildwasserperlen. Konstanz 1980, S. 25.
4. ↑  Susanne Ehmann und Hannes Schuster (Text), Falko Wehr (Video): Kreis Waldshut: L 154: Felsstürze im Albtal: Hier stirbt eine Straße. Badische Zeitung, 18. Mai 2016, abgerufen am 18. Mai 2016.
5. ↑  Michael Krug: Land zahlt für die Albtalstraße - Südwest - Badische Zeitung. Badische Zeitung, 26. Januar 2018, abgerufen am 26. Januar 2018.
6. ↑  Die Anwohner der Umleitung im Albbrucker Ortsteil Buch wehren sich gegen die Sperrung der Albtalstrecke - Albbruck - Hochrhein. Südkurier, 27. Februar 2020, abgerufen am 28. Juli 2020.
7. ↑  Webpräsenz der Karl Gruppe (Memento vom 25. Februar 2014 im Internet Archive)
8. ↑  Günther Reichelt: Geographische Landesaufnahme: Die naturräumlichen Einheiten auf Blatt 185 Freiburg i. Br. Bundesanstalt für Landeskunde, Bad Godesberg 1964. → Online-Karte (PDF; 3,7 MB)
9. ↑  Albsteig Schwarzwald - Der Wanderweg entlang der Alb von Albbruck im Rheintal bis an den Feldberg. Abgerufen am 28. Juli 2017.